# Jegorjevsk
Jegorjevsk (rusky Его́рьевск) je město v Moskevské oblasti v Ruské federaci. Při sčítání lidu v roce 2010 mělo přes sedmdesát tisíc obyvatel.
Město je pojmenováno po Svatém Jiřím Vítězném, křesťanském mučedníkovi uctívaném především Východní církví.

## Poloha
Jegorjevsk leží na řece Guslici (přítok Něrskaje v povodí Moskvy) v Meščorské nížině. Od Moskvy, hlavního města federace, je Jegorjevsk vzdálen přibližně sto kilometrů na jihovýchod (od Moskevského dálničního okruhu přibližně devadesát kilometrů).

## Dějiny
První zmínka o vsi je z roku 1462, kdy v Moskvě končila vláda Vasilije II. a ves se nazývala Vysokoje (Высокое).
V roce 1778 se stalo Vysokoje městem a bylo přejmenováno na Jegorjev, z čehož se později stal Jegorjevsk.

### Rodáci
- Eduard Nikolajevič Uspenskij (* 1937), spisovatel zejména dětských knih, mj. tvůrce Čeburašky
- Alija Farchatovna Mustafinová (* 1994), gymnastka